# (9326) Ruta
(9326) Ruta – planetoida z pasa głównego asteroid okrążająca Słońce w ciągu 4 lat i 244 dni w średniej odległości 2,79 j.a. Została odkryta 26 września 1989 roku w Europejskim Obserwatorium Południowym przez Erica Elsta. Przed nadaniem nazwy planetoida nosiła oznaczenie tymczasowe (9326) 1989 SP2.